# Omari Forson
Omari Nathan Forson (Hammersmith, 2004. július 20. –) angol labdarúgó, az AC Monza játékosa.

## Pályafutása
Forson a West Ham United és a Tottenham Hotspur akadémiáin játszott, mielőtt 2019 januárjában leszerződtette a Manchester United, mikor 14 éves volt. 2020-ban, tizenhat éves korára már az U18-as csapatban szerepelt és 2021-ben aláírta első szerződését a klubbal. Tagja volt a 2022-ben FA Youth Cup-győztes U18-as csapatnak, Alejandro Garnachóval és Kobbie Mainooval együtt.
A 2023–2024-es szezon előtt helyet kapott a United felkészülési mérkőzéseire utazó keretében. A Leeds United ellen játszott először Oslóban és kiemelkedően játszott. Kezdőként játszott a Borussia Dortmund ellen az Egyesült Államokban, de 37 perc után lecserélte Erik ten Hag, miután Forson megütközött a Dortmund játékosával, Karim Adeyemivel. Ten Hag a találkozó után azt nyilatkozta, hogy Forsont egy hivatalos mérkőzésen akár ki is állíthatták volna, így úgy döntött lecserélni a szélsőt.
A felnőtt csapatban az FA-Kupában mutatkozott be, a Wigan Athletic ellen. A bajnokságban csereként mutatkozott be, gólpasszt adva Kobbie Mainoo késői győztes góljához a Wolverhampton Wanderers elleni 4–3-as győzelem során. Kezdőként először 2024. február 24-én játszott a Premier League-ben, a Fulham ellen. A 2023–2024-es szezon után új szerződést ajánlott neki a United.
2024. június 11-én négy évre szóló szerződést írt alá az olasz élvonalébeli Monza csapatához.

## Statisztika
Frissítve: 2024. február 24.
| Csapat                | Szezon           | Bajnokság        | Bajnokság | Bajnokság | Kupa | Kupa  | Ligakupa | Ligakupa | Nemzetközi | Nemzetközi | Egyéb | Egyéb | Összesen | Összesen |
| Csapat                | Szezon           | Osztály          | P.        | Gólok     | P.   | Gólok | P.       | Gólok    | P.         | Gólok      | P.    | Gólok | P.       | Gólok    |
| --------------------- | ---------------- | ---------------- | --------- | --------- | ---- | ----- | -------- | -------- | ---------- | ---------- | ----- | ----- | -------- | -------- |
| Manchester United U21 | 2021–2022        | —                | —         | —         | —    | —     | —        | —        | —          | —          | 1     | 0     | 1        | 0        |
| Manchester United U21 | 2022–2023        | —                | —         | —         | —    | —     | —        | —        | —          | —          | 3     | 1     | 3        | 1        |
| Manchester United U21 | 2023–2024        | —                | —         | —         | —    | —     | —        | —        | —          | —          | 2     | 2     | 2        | 2        |
| Manchester United U21 | Összesen         | Összesen         | —         | —         | —    | —     | —        | —        | —          | —          | 6     | 3     | 6        | 3        |
| Manchester United     | 2023–2024        | Premier League   | 2         | 0         | 2    | 0     | 0        | 0        | 0          | 0          | —     | —     | 4        | 0        |
| Karrier összesen      | Karrier összesen | Karrier összesen | 2         | 0         | 2    | 0     | 0        | 0        | 0          | 0          | 6     | 3     | 10       | 3        |

1. 1 2 3  Pályára lépések az EFL Trophy-ban

## Díjak, elismerések
Manchester United U18
- FA Youth Cup: 2021–2022[4]